# Sauce HP
La sauce HP ou HP sauce est une marque commerciale de sauce brune produite par la société HP Foods (en), aujourd'hui rachetée par Heinz.

## Historique

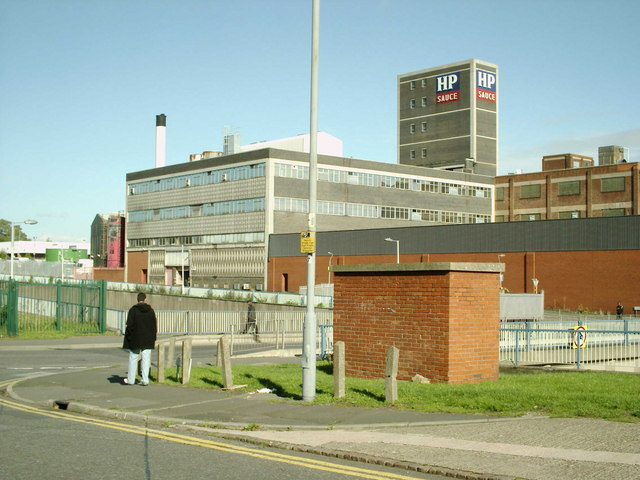
L'usine de production de HP sauce à Aston en 2006.

Dans les années 1870, Frederick Gibson Garton, un épicier de Basford dans le Nottinghamshire met au point une sauce à base de tomates, tamarin, dattes, de mélasse et d'un mélange d'épices non dévoilé. En 1895, il enregistre le nom HP Sauce en prétendant qu'elle était désormais servie au parlement britannique (Houses of Parliament).
En 2006, la production quitte la Grande-Bretagne et son site de production historique d'Aston à Birmingham pour rejoindre un lieu de production néerlandais de Heinz.
En 2011, la recette qui était restée inchangée depuis plus d'un siècle a été modifiée pour réduire le taux de sel de 2,1 grammes par 100 grammes de produit à 1,3 gramme.